# Wespazjan Kochowski

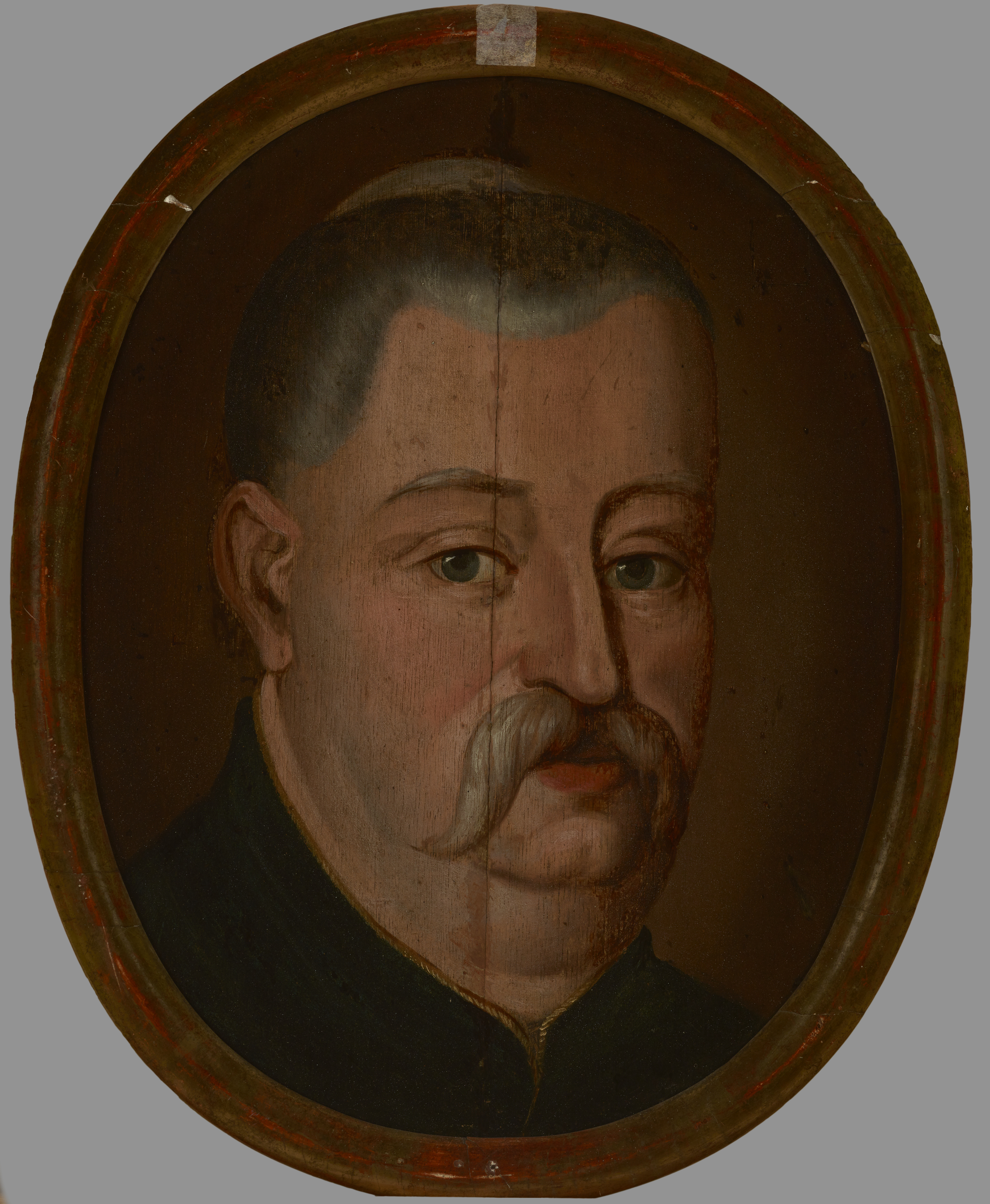
Sargbild

Wespazjan Kochowski (* 1633 bei Sandomir, Polen-Litauen; † 1700 in Krakau, Polen-Litauen) war ein polnischer Schriftsteller des Barock. Seine Familie gehörte zur Wappengemeinschaft Nieczuja.

## Leben
Kochowski entstammte einer katholischen Adelsfamilie und er studierte am Collegium Nowodworski in Krakau. Kochowski trat den Flügelhusaren bei und nahm an mehreren Schlachten teil, unter anderem an der Schlacht bei Berestetschko. 1660 zog er sich auf seinen Landsitz zurück. Seine ersten Gedichte waren politischer Natur. Er schrieb eine Streitschrift für Jerzy Sebastian Lubomirski. Danach nahm er auch an dessen Aufstand 1665/1666 gegen König Johann II. Kasimir teil. Ab 1668 verfasst er religiöse Lyrik. 1674 kehrte er wieder zur profanen und politischen Lyrik zurück. 1683 nahm er an dem Entsatz von Wien als historiographus privilegiatus des polnisch-litauischen Königs Johann III. Sobieski. Im selben Jahr veröffentlichte er die Annales Poloniae ab obitu Vladislai IV sowie ein Jahr darauf den Schlachtenbericht Commentarius belli adversus Turcas. Ebenfalls 1684 begann er das Epos über die Schlacht Dzieło Boskie albo Pieśni Wiednia wybawionego, die er jedoch nicht mehr vollenden konnte. 1695 veröffentlichte er nochmals ein umfangreiches Werk religiöser Lyrik Psalmodia polska. Er war zu seinen Lebzeiten einer der bedeutendsten polnischen Poeten. Er überlebte zwei Ehefrauen und hinterließ den Sohn Hieronim Franciszek Kochowski.